# Кодорски хребет
Кодорският хребет или Панавски хребет (на грузински: კოდორის ქედი; на руски: Кодорский хребет) е планински хребет в Голям Кавказ, простиращ се от запад на изток на протежение около 75 km в северозападната част на Грузия (по-голямата му част е на територията на историческата област Абхазия) и се явява вододел между басейните на реките Кодори и Ингури. На север е ограничен от дълбоката долина на река Кодори, вливаща се в Черно море, а на юг и югоизток се простират дълги и тесни планински езици между долините на малки реки вливащи в Черно море и няколко десни притока на река Ингури. Максимална височина връх Ходжал 3313 m, (42°59′03″ с. ш. 41°52′06″ и. д. / 42.984167° с. ш. 41.868333° и. д.), издигащ се в източната му част, на границата между Грузия и Абхазия. Изграден е от вулканогенни скали, глинести шисти и пясъчници. На север текат малки, къси и бурни реки леви притоци на река Кодори, на юг – малки реки (Тоумиш, Макви, Галидзга, Окуми и др.), вливащи се в Черно море, а на югоизток – няколко десни притока на река Ингури, вливаща се в Черно море. По склоновете му са развити планинско-горски, а по билните части – планинско-ливадни ландшафти. В южните му склонове, в долината на река Галидзга е разположен град Ткварчели, в района на който има находища на каменни въглища.

## Топографска карта
- К-37-XII М 1:200000[2]